# Lauren Underwood
Pour les articles homonymes, voir Underwood.
Lauren Underwood est une femme politique américaine née à Naperville. Membre du Parti démocrate, elle est élue à la Chambre des représentants des États-Unis dans le quatorzième district congressionnel de l'Illinois en novembre 2018.

## Biographie
Elle est élue représentante le 6 novembre 2018 et réélue le 3 novembre 2020 puis le 8 novembre 2022 et le 5 novembre 2024.